# Santé-environnement

Un des défis de la santé environnementale est de mieux comprendre les relations systémiques et les effets synergiques et potentialisateurs des milliers de polluants présents dans l'environnement, entre eux et sur les différents organes.
Certains effets sont différés (le cancer par exemple), ou sont possibles à de très faibles doses (perturbation endocrinienne), ou sont liés à des prédispositions génétiques.

L'expression « santé-environnement » (ou santé environnementale) est apparue à la fin du XXe siècle. Lors de la conférence de l’OMS de Francfort en 1989, « la santé environnementale » a été définie comme comportant « les aspects de la santé humaine et des maladies qui sont déterminés par l'environnement. Cela se réfère également à la théorie et à la pratique de contrôle et d'évaluation dans l'environnement des facteurs qui peuvent potentiellement affecter la santé ».
C’est la première fois qu’un organisme mondial reconnaît l’intérêt d’agir sur les facteurs environnementaux afin de prévenir, préserver et améliorer l’état de santé des populations. Une vraie politique de gestion des risques est alors amorcée.
Dans le même sens, l'Agenda 21 adopté en juin 1992 lors du Sommet de la Terre de Rio souligne que la santé publique est dépendante de la qualité de l'environnement biophysique et qu'il est donc nécessaire de lier santé et environnement humain.
En 1994, le bureau européen de l'Organisation mondiale de la santé (OMS) à l'occasion de la conférence d’Helsinki précise que 
« la santé environnementale comprend les aspects de la santé humaine y compris la qualité de la vie déterminés par les facteurs physiques, chimiques, biologiques, sociaux, psychosociaux et esthétiques de notre environnement.
Elle concerne également la politique et les pratiques de gestion, de résorption, de contrôle et de prévention des facteurs environnementaux susceptibles d'affecter la santé des générations actuelles et futures »
Plus récemment, dans les années 2000, l’OMS propose une nouvelle définition de la santé, suivant le concept « One World One Health ». Ce concept a émergé dans un contexte où les experts en santé publique ont commencé à reconnaître que la santé humaine, animale et environnementale étaient interconnectés, nécessitant ainsi une approche globale et écologique de la santé afin de prévenir les maladies et promouvoir le bien-être.
Par ces définitions, on peut donc constater que la définition de la santé se rapproche de plus en plus des problématiques de l’environnement.
Toute la complexité demeure dans le champ, très vaste, de la santé environnementale. En effet, la santé environnementale comprend :
- les facteurs environnementaux c’est-à-dire les composés chimiques (pesticides, perturbateurs endocriniens, la pollution de l’air), l’environnement physique (radioactivité, bruits, ondes électromagnétiques), les infections… ;
- les habitudes de consommation ;
- le cadre de travail de la population. Par exemple, l’exposition professionnelle à des toxiques, distances de sécurité, fatigue anormale ou facteurs spécifiques de stress ;
- les changements globaux tels que le changement climatique, la baisse de la biodiversité et les adaptations mondiales à ces problématiques.

Autrement dit, elle regroupe la notion d'exposome (introduit dans le Code de la Santé Publique à l’article L.1411-1 par la loi de modernisation du 26 janvier 2016).

## Histoire du concept

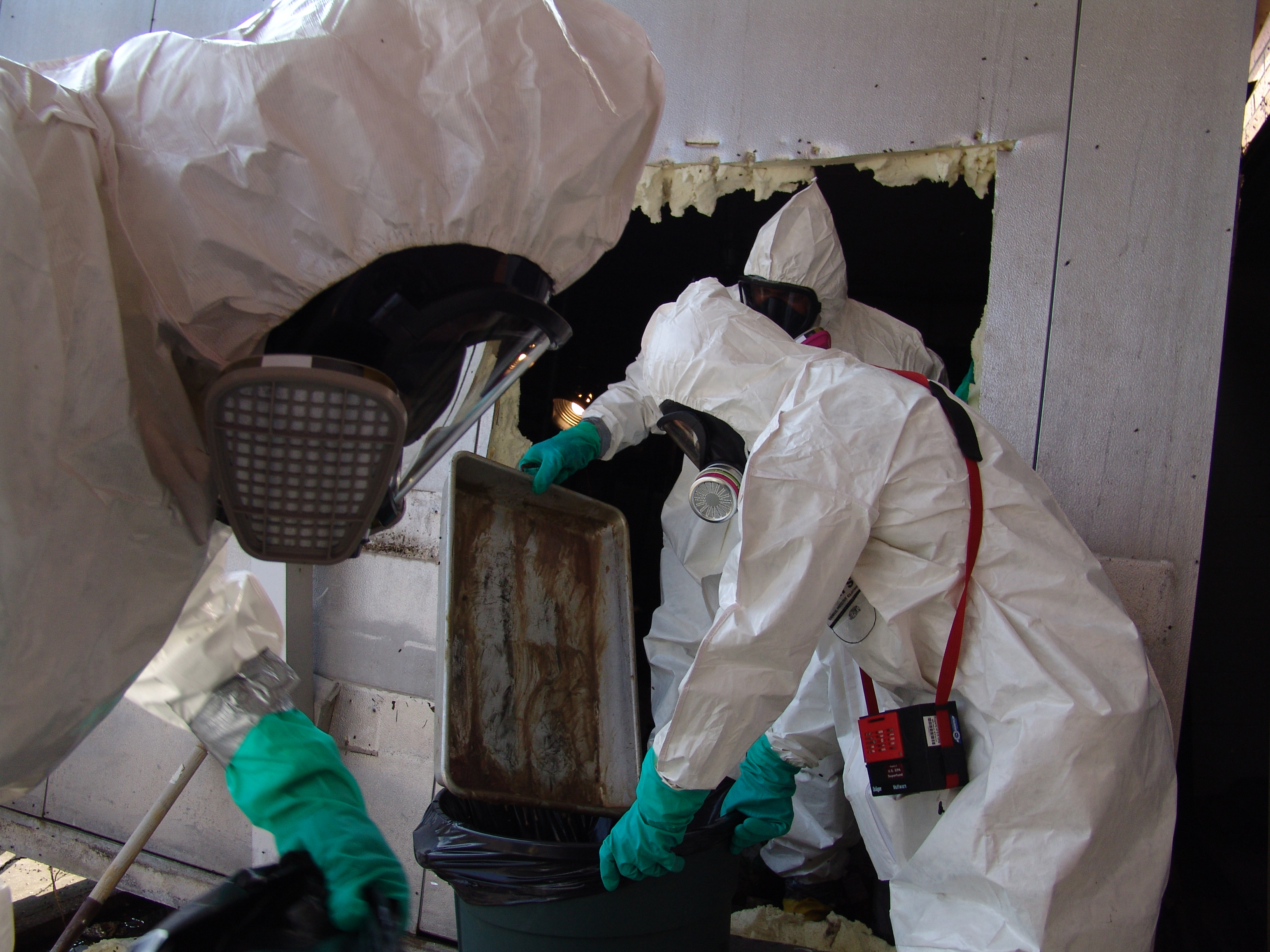
La réhabilitation post-accident ou post-catastrophe est aussi une clé pour la résilience sanitaire. Ici des membres d'une équipe EPA/FEMA évacuent un stock de viande en putréfaction, dans le congélateur d'une école élémentaire tombé en panne à la suite du passage de l'ouragan Katrina. Dans ce cas, le risque est surtout bactériologique.

Au cours du XXe siècle, et avec l'apparition d'une médecine environnementale, les conditions environnementales ont pris une importance croissante comme facteur explicatif du domaine de la santé, avec notamment le développement de l'écotoxicologie et de l'écoépidémiologie. Dans le même temps l'empreinte écologique a fortement augmenté et l'environnement a continué à être dégradé par les activités humaines, avec souvent des impacts directs ou indirects, discrets ou plus évidents pour la santé humaine. Par exemple, l’utilisation dans certains secteurs comme l’agriculture et l’industrie de substances chimiques dites perturbateurs endocriniens à des effets néfastes sur l’environnement, la faune, les écosystèmes et sur la santé humaine.

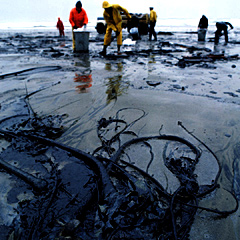
Les hydrocarbures et les composés aromatiques polycycliques sont des sujets d'intérêts pour la santé environnementale, car l'homme y est constamment exposé, de manière chronique (dont via le tabagisme et la pollution automobile, ou ici de manière accidentelle (marée noire).

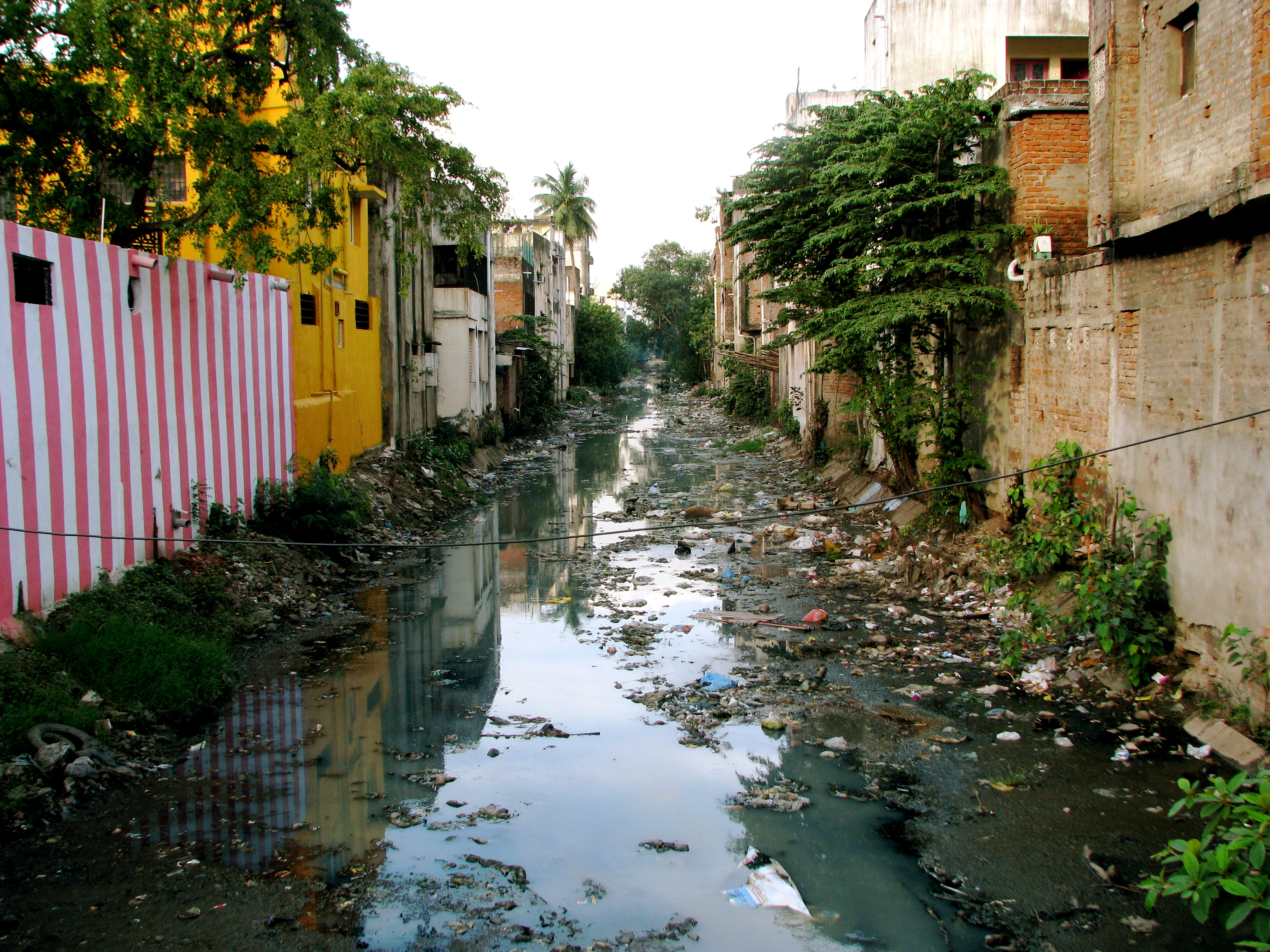
En santé environnementale, l'accès à l'eau potable, le traitement des eaux usées et le recyclage et la gestion des déchets sont également importants, notamment pour les communautés pauvres, plus vulnérables.

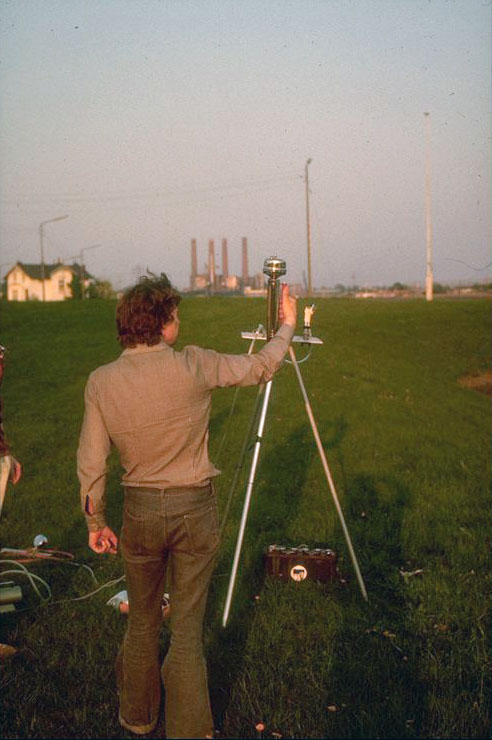
La mesure et le suivi de la pollution sont nécessaires à l'écoépidémiologie et à l'évaluation environnementale.

Rachel Carson (biologiste nord-américaine), pionnière du concept de santé environnementale, publie en 1962 Le Printemps Silencieux (Silent Spring). Via de nombreux exemples scientifiques des méfaits des herbicides, mais surtout des insecticides (principalement les phosphates organiques et les hydrocarbures chlorurés), elle démontre les différentes contradictions entourant l'utilisation de traitements chimiques pour combattre les espèces nuisibles.
La santé environnementale ayant été délaissé de nombreuses fois au cours des derniers siècles au profit du développement économique et industriel, des innovations, des changements technologiques et des progrès de la médecine, Le Printemps silencieux est considéré comme un moteur d'accélération des réglementations sur les pesticides, de la sensibilisation aux dangers sur la santé de l'utilisation massive de produits chimiques et du champ de recherche sur la santé environnementale. En effet, le « DDT » se verra interdit en 1972 par l’Agence américaine de protection de l’environnement.
En 1999, lors de la Conférence ministérielle Santé et environnement, l’OMS déclare que « l’environnement est la clé d’une meilleure santé ». En effet, en 2012, l’organisation internationale estime que 23 % de la mortalité mondiale soit 12,6 millions de décès est liée à des facteurs environnementaux. Elle ajoute que la pollution globale est le déterminant le plus important de mortalité au niveau mondial devant le tabagisme et les maladies infectieuses en 2015.
En septembre 2015, les Etats-membres de l’ONU ont fixé 17 objectifs de développement durable à atteindre d’ici 2030. Pratiquement tous ont une composante sanitaire ou ont pour but d’améliorer la santé mondiale.
Ainsi, depuis ces trois dernières décennies, nous assistons à une résurgence des préoccupations environnementales et de leurs conséquences sanitaires.
Dans ce contexte, la notion de « points noirs environnementaux » a émergé, notamment dans le cadre des Plans régionaux santé environnement II (PRSE II).
Elle désigne des zones où se concentrent des facteurs environnementaux défavorables ayant un impact marqué sur la santé. En croisant des données environnementales, sanitaires et sociales, ces zones sont identifiées et cartographiées pour permettre des actions ciblées, comme la dépollution ou la sensibilisation des populations, réduisant ainsi les inégalités en santé et améliorant la qualité de l’environnement.

## Enjeux et facteurs déterminants de la santé environnementale
La santé environnementale est déterminée par de nombreux facteurs, liés à la fois à l'environnement naturel (écosystèmes, cycles biogéochimiques) et à l'environnement construit (artificialisation du monde, habitat, pollutions, nuisances, infrastructures industrielles, agricoles et de transports…), incluant les conditions et lieux de travail et de mobilité, dans un contexte de forte croissance démographique.
Les facteurs connus de santé environnementale sont notamment :
- qualité de l'air (y compris de l'air intérieur, avec notamment : fumée de tabac, micro- et nanoparticules, pesticides et autres polluants ;
- qualité de l'eau (cf. gestion de l'eau, accès à l'eau potable pour tous, prévention des maladies hydriques, y compris via les piscines et eaux de baignade ;
- qualité des sols (teneurs en pathogènes et parasites, résidus de pesticides, radioactivité, polluants organiques et contaminants métalliques ou par métalloïdes non dégradables), en particulier en ville, autour et dans les zones industrielles, autour des infrastructures de transports ;
- qualité Logement (incluant écoles, prisons, campings, hôtellerie, maisons de retraite, etc.) ;
- hygiène corporelle et exposition de l'organisme (éventuellement in utero) à différentes sources de stress (Microbes, éventuellement antibiorésistants[4] et autres pathogènes, conséquences de traumatismes (coups, tatouage, piercing) et certains cosmétiques…) ;
- C'est au XIXe siècle qu'a lieu une « révolution sanitaire »[5] en matière d'hygiène, face aux infections : en 1854 à Londres, John Snow démontre que l'épidémie de choléra en cours est liée à l'eau de la Tamise. Puis le français Louis Pasteur et l'allemand Robert Koch créent la bactériologie, identifient plusieurs microbes pathogènes.
- Des règles d'hygiène simples (surtout à l'hôpital et les maternités pour limité la mortalité), furent proposées tôt par Ignace Philippe Semmelweis mais rejetées par ses pairs : le lavage des mains (utile aussi avant la cuisine) et la qualité de l'eau potable, ont plus tard sauvé bien des vies.
- études d'impacts prenant ou non en compte les impacts sur la santé (théoriquement obligatoire depuis la loi sur l'air (loi Barnier) en France) ;
- santé au travail ;
- Etc.

D’un point de vue juridique, la santé-environnement est également un véritable enjeu à prendre en compte. En effet, l’OMS a révélé que « 23% des décès dans le monde sont liés à des risques environnementaux tels que la pollution atmosphérique, l'eau ou l'exposition aux produits chimiques ». Cette statistique montre l’importance de prendre en considération l’environnement au regard de la santé sur un plan juridique. Cette protection de l’environnement aura pour effet d’améliorer la santé des êtres humains et de pouvoir bénéficier de dommages-intérêts si une personne se trouve confrontée à des difficultés d’ordre environnementales ayant des conséquences sur sa santé.
Pour faire brièvement l’historique de l’introduction du droit de l’environnement en France, il faut simplement revenir à la Charte de l’environnement de 2005. Effectivement, dès son premier article, il est écrit que « chacun a le droit de vivre dans un environnement équilibré et respectueux de la santé ». Cette Charte a permis de mettre en lumière le droit de l’environnement comme un droit essentiel. Toutefois, il est à noter que cette reconnaissance intervient bien plus tard que d’autres pays, comme le Portugal qui a reconnu le droit de l’environnement dès 1976.
En outre, selon l’étude de Victoria Chiu portant sur « le droit de vivre dans un environnement équilibré et respectueux de la santé et le droit à la santé : des contours figés ? », elle explique que la rédaction de l’article premier de ladite Charte est cohérente avec l’approche classique du droit français, c'est-à-dire, « d’appréhender la protection de l’environnement à travers l’être humain ».
Un des derniers exemples frappants qui a marqué ce rapport entre l’environnement et la santé est la crise de la Covid-19. En effet, les Nations Unies ont développé un plan d’action basé sur leur approche dite « One Health » (Une seule santé en français) de 2022 à 2026. Ce plan est à l’initiative de quatre organisations internationales : l’OMS, l’Organisation des Nations Unies pour l’alimentation et l’agriculture, l’Organisation mondiale de la santé animale et le Programme des Nations Unies pour l’environnement. Ce plan d’action est ambitieux car il réunit plusieurs entités : les êtres humains, les animaux, les végétaux et l’environnement ; dans un but d’amélioration de la santé au prisme du développement durable. Ce mouvement a influencé la France. Effectivement, le Conseil économique, social et environnemental a rendu un avis en mai 2022 portant sur « une politique publique nationale de santé-environnement au cœur des territoires ».
Également, le gouvernement français a mis en place des plans nationaux santé-environnement qui est « un document qui définit la stratégie nationale visant à prévenir les risques pour la santé humaine liés à l'environnement ». Le dernier en date est le PNSE n°4 de 2021 à 2025. Ce PNSE intervient après la crise de la Covid-19 et s’inscrit donc dans le développement de « One Health ». Ainsi, il propose des actions concrètes afin de « mieux comprendre et réduire les risques liés aux substances chimiques, aux agents physiques (comme le bruit ou les ondes) et aux agents infectieux en lien avec les zoonoses, c’est-à-dire les pathologies qui peuvent se transmettre de l’animal à l’homme ».
Le droit du travail français aussi prend en compte de manière large la notion de santé (physique et mentale). L’environnement s’est donc hissé dans l’univers du droit du travail comme l’a démontré Franck Héas par les lois comme celles de décembre 2019 permettant la prise en charge des frais d’alimentation de véhicules électriques, hybrides et rechargeables, mais également par le biais de la négociation collective ou de la jurisprudence. Franck Héas l’évoque ainsi : « la prise en compte des exigences environnementales par le droit du travail illustre ainsi un élargissement de l’objet du droit de la santé au travail ». Tout ceci est également perçu comme relevant de l’approche « One Health ». 

## Institutions en France
Lottie Friederici évoque dans son article Les principales institutions intervenant dans le champ santé-environnement, diverses entités publiques atives dans le domaine, en commençant par Santé Publique France qui a pour mission principale de protéger la santé des populations. Cette institution est composée de plusieurs directions scientifiques transversales, dont celle relative à la santé-environnement et santé-travail (DSET). Elle permet d'« assurer, coordonner et soutenir le développement de programmes de surveillance de pathologies et des expositions ».
L'Agence nationale de sécurité sanitaire de l'alimentation, de l'environnement et du travail joue aussi un rôle essentiel via ses actions, cadrées par un mode de fonctionnement précis et rigoureux, mises en œuvre par plus de 1000 collaborateurs et des laboratoires, un conseil scientifique indépendant, des comités d'experts spécialisés, ainsi que cinq comités d'orientations thématiques (dont un sur le sujet santé-environnement). Cette Agence  « est un interlocuteur de référence des agences européennes et des organisations sanitaires internationales, auprès desquelles elle s'attache à être force de proposition pour rendre le dispositif mondial de sécurité sanitaire toujours plus efficace ».
Le Haut Conseil de la santé publique travaille étroitement avec l'ANSES et SPF. Cette institution est « une instance d'expertise chargée d'apporter une aide à la décision en matière de santé publique ». Elle se divise en plusieurs commissions spécialisées, dont un est spécialiste de la Santé-environnement. Sur ce terrain elle « réunit l'expertise nécessaire à l'analyse des principaux risques liés à l'environnement et au travail pouvant menacer la santé de la population, ainsi qu'à l'évaluation des stratégies de gestion de ces risque ».
La Haute autorité de santé s'intéresse également aux questions de santé-environnement.
Une stratégie nationale de biosurveillance humaine (lancée en 2024) et  principalement basées sur des enquêtes et cohortes épidémiologiques nationales de suivi de la santé publique basées sur les enquêtes INCA (enquête sur la consommations alimentaires) ; ENNS (nutrition santé), Étude ESTEBAN (biosurveillance), et la cohorte Elfe (enfance). En 2025, dans le cadre des simplifications administratives, le gouvernement a fusionné le 10 juin 2025 toutes ces enquêtes le dispositif Albane (acronyme de ALimentation, Biosurveillance, sAnté, Nutrition et Environnement). Albane est présentée comme une vaste enquête nationale de santé publique, qui sera encadré par Santé publique France (SPF) et l'Anses ; la plus vaste étude jamais menée dans l'hexagone sur la santé générale de la population et sur son exposition aux substances chimiques environnementales. 

Ce travail doit mettre à jour la photographie sanitaire de la population hexagonale (état de santé, alimentation, activité physique, expositions environnementales) ; les données d'imprégnation de la population d'une quinzaine de familles de substances (pesticides, métaux lourds, plastifiants, PFAS, etc.) afin de suivre l'« évolution des risques nutritionnels, chimiques ou microbiologiques liés à leur alimentation, de mesurer ainsi l'efficacité des mesures mises en œuvre par les pouvoirs publics et d'orienter in fine les politiques publiques » ; la prévalence des grandes maladies chroniques (diabète, maladies respiratoires, hypertension, allergies)... afin de confirmer ou réorienter les politiques publiques de prévention et de santé environnementale. Albane soit s'appuyer sur un échantillonnage cyclique et permanent (inspiré des modèles nord-américains de type NHANES ou CHMS) basé sur un tirage au sort bisannuel d'un échantillon de 3 150 personnes (150 nourrissons, 1 000 enfants, 2 000 adultes) dans 167 zones de l'hexagone. Un questionnaires sera rempli pour chacune et elles seront toutes équipées d'un accéléromètre, bénéficieront d'un examen de santé et de prélèvements biologiques (« des prélèvements d'urine et de cheveux seront également réalisées chez les participants de plus de 3 ans, ainsi que des prélèvements de sang pour ceux de plus de 6 ans »). L'étude est conçue pour être reconduite indéfiniment, avec un premier cycle de recueil de données se terminant fin 2026 et de premiers résultats attendus début 2028.
Dans une première phase, l'étude permettra de préciser les valeurs de référence d'exposition à partir des niveaux d'imprégnation de la population aux substances présentes dans l'environnement – en amont de toute interprétation sanitaire, et de mettre à jour les facteurs suivantes :
- certains « déterminants environnementaux et alimentaires de ces expositions » ;
- la « part non diagnostiquée de certaines maladies chroniques et son évolution » ;
- les « prévalences d'adéquation et d'inadéquation des apports nutritionnels ».

Ces résultats seront ensuite associés aux données du Système national des données de santé (SNDS), pour notamment repérer les liens entre certaines maladies et les expositions, les habitudes alimentaires ainsi que certaines caractéristiques de l'environnement ; pour alimenter d'autres études, complémentaires, faites par l'Anses permettant d'établir ou mettre à jour les « valeurs toxicologiques de référence pour une substance, c'est-à-dire le niveau de concentration d'une substance à partir duquel celui-ci représente un risque pour la santé. A plus long terme ces données seront mises à disposition des équipes de recherche françaises et internationales pour mieux caractériser les liens entre santé, environnement et alimentation (...) et exploités dans le cadre du Partenariat
européen pour l'évaluation des risques liés aux substances chimiques (PARC), une collaboration de grande envergure fédérant 200 partenaires au niveau européen. Ce partenariat coordonné par l'Anses, vise notamment à mieux anticiper les risques émergents et à soutenir la mise en œuvre effective des nouvelles orientations des politiques publiques européennes de protection de la santé et de l'environnement ».
Les données de consommations actualisées, serviront aussi à l'Efsa (Autorité européenne de sécurité des aliments) pour mieux évaluer les risques induites par certaines substances retrouvées dans les aliments.

## Dans le monde
En 2019, l'OMS a adopté une Stratégie mondiale dans le domaine de la santé, de l'environnement et des changements climatiques.

### En Inde
Le ministère de l'environnement des forêts et du changement climatique a créé un comité de santé environnementale. À la suite des recommandations de ce dernier, une cellule sur la santé environnementale a été mise en place afin de prendre en compte les problèmes dans le pays. Cette cellule a élaboré une déclaration sur la santé environnementale, qui devrait permettre d'internaliser les questions de santé environnementale en établissant des normes environnementales et en élaborant des mesures et des programmes d'action pour la protection de la santé publique contre la pollution de l'environnement. L’un des principaux projets de cette cellule est une étude nationale des profils de santé environnementale dont l'objectif est de comparer la différence de pollution de l’air ainsi que d’évaluer son impact sur la santé des habitants dans vingt villes à travers le pays.

### En Chine
D’après un rapport de l’OMS datant de juin 2022, l’air en Chine contient 10 fois plus de particules fines que ce qui est préconisé ce qui fait que 28% des morts à la suite d’un AVC ou d’une ischémie sont dues à la pollution de l’air. Il est estimé qu’en 2010, au moins 1.7 million de personnes âgées de 65 ans ou plus sont décédées prématurément à cause de la qualité de l’air.
Le 15 juillet 2019, le Conseil des affaires d'État de la Chine a publié de nouvelles directives pour la mise en œuvre de l'Initiative pour une Chine saine (2019-2030) et pour la promotion de la santé de la population dans l'ensemble du pays. Ce programme prévoit des actions sur trois différents niveaux (individuel, sociétal et gouvernemental). Les initiatives aux  deux premiers niveaux consistent principalement à développer les connaissances des individus sur le sujet ainsi qu’à mettre en place des environnements plus sains. Au niveau gouvernemental, il est prévu une amélioration des infrastructures, la mise en place de normes ainsi que la réalisation d’enquêtes et d’études pour mesurer les taux de pollution environnementale ainsi que leurs impacts sur la santé.

### En Australie
Plusieurs organisations gouvernementales telles que le Département du changement climatique, de l'énergie, de l'environnement et de l'eau (DCCEEW) ou encore l’Agence de radioprotection et de sûreté nucléaire se partagent la responsabilité de la gestion de la santé environnementale avec des agences régionales et des organismes indépendants. Tous les cinq ans, le DCCEEW publie un rapport sur l’état de l’environnement qui couvre les conditions, les tendances et les pressions en matière d'environnement et de patrimoine. Le rapport couvre le continent australien et ses territoires extérieurs, ainsi que les mers environnantes. Le dernier rapport en date (publié en 2021) explique que l’environnement australien se dégrade, notamment à cause du changement climatique, et détaille les conséquences que cela a sur la santé et la vie quotidienne des Australiens.

### Au Congo
D’après un rapport de l’OMS en date de 2022, en République démocratique du Congo, 81% de la population n’a pas un accès fiable à de l’eau saine et potable et la concentration de particules fines dans l’air est 9 fois plus élevées que ses recommandations. Il semble aussi important de préciser que le Congo est un important pays minier et que cette activité a un fort impact à la fois sur la santé des mineurs mais aussi sur l’environnement en général. L'Institut national pour la sécurité et la santé au travail (NIOSH) et les Centres de contrôle et de prévention des maladies (CDC) notent que l'exposition au cobalt est nocive pour les yeux, la peau, le cœur et les poumons. Outre l'impact délétère de l'exposition au cobalt sur la santé humaine, lors de l’extraction de ce dernier, des produits toxiques dévastent les paysages, polluent l'eau et contaminent l'agriculture. Des concentrations élevées de cobalt entraînent la mort des cultures et des vers, deux éléments nécessaires à la fertilité des sols. Un autre impact environnemental négatif de l'extraction du cobalt au Congo est l'air brumeux autour des mines, qui est plein de poussières et de gravillons nocifs qui ont un impact négatif sur la santé des poumons. Des études ont montré que lorsqu'un parent travaillait dans une mine de cobalt, l'incidence des malformations à la naissance augmentait de manière significative, ce qui a été mis en relation avec les quantités élevées de contamination toxique créées par l'extraction du cobalt.

### Au Chili
Le rapport de 2022 sur la qualité de l'air dans le monde classe le Chili au 43e rang des pays les plus pollués. Les principales causes de la pollution atmosphérique sont liées à la combustion de combustibles fossiles et aux activités minières. Les transports et le chauffage au bois en hiver sont également des sources importantes de contamination atmosphérique. Le gouvernement a élaboré des plans de prévention et/ou de décontamination de l'atmosphère (PPDA) distincts pour les différentes régions, en fonction de leurs problèmes spécifiques dans une visée globale de protection de la santé de la population.
Dans les villes, ces plans prévoient notamment la promotion de l'utilisation de la bicyclette, des réglementations pour les moteurs efficaces et non polluants et les moteurs électriques, le contrôle des émissions et la construction et l'entretien d'espaces verts. Dans les zones rurales, l'État et les municipalités offrent des subventions pour remplacer les poêles à bois et les chauffages par des granulés de bois ou des systèmes de chauffage électrique.
Le plan prévoit plus largement un contrôle des émissions de gaz à effet de serre ainsi qu’une compensation de ceux-ci.

## EnEurope

### Initiatives et programmes d'action régionaux
Le sixième programme d'action de l'Union européenne pour l'environnement comprend un volet « Environnement et santé » visant à « atteindre une qualité de l'environnement qui ne met pas en péril ni influence négativement la santé des personnes ». Il propose de :
- Identifier les risques pour la santé (dont les enfants et personnes âgées) pour « légiférer en conséquence »
- Introduire des priorités environnementales et sanitaires dans d'autres politiques, et dans la législation relative à l'eau, l'air, les déchets et le sol
- Développer la recherche dans le domaine santé-environnement
- Évaluer mieux les risques des produits chimiques (cf. règlement REACH)
- Interdire ou limiter les pesticides les plus dangereux et par de meilleures pratiques d'utilisation
- Mettre en œuvre de la législation relative à l'eau (directive cadre sur l'eau…)
- Produire des normes sur la qualité de l'air et une stratégie sur la pollution atmosphérique
- Produire et appliquer une directive sur le bruit

Le coût des pathologies ayant une origine environnementale certaine a été évalué pour l'UE à environ 50 milliards d'euros sur 30 ans.
En 2010, une Conférence ministérielle sur l'Environnement et la Santé, pilotée par le Conseil ministériel européen de l'environnement et de la santé (CMES), à Parme s'est conclue par « la Déclaration de Parme ». Officielle et signée par 52 des 53 États membres de la région européenne de l'OMS, elle vise, avec un groupe de travail dit Environment and Health Task Force (EHTF) à relever six défis (changements climatiques, risques sanitaires pour les enfants et groupes vulnérables, inégalités socio-économiques et sexo-spécifiques, charge des maladies non transmissibles, produits chimiques nocifs persistants, perturbateurs endocrinien et bio-accumulatifs et (nano)particules, ainsi que le manque de ressources dans certaines parties de la Région européenne de l'OMS.
Le Centre européen pour l'environnement et la santé, à Bonn, supervise la mise en œuvre du processus européen Environnement et santé,.

### En Belgique
En Belgique, le plan national portant sur la santé-environnement s'appelle le NEHAP (Plan national d'action environnement santé belge). Pour son application, les entités fédérales et fédérées (Autorité fédérale, Régions, Communautés) compétentes en environnement et en santé se rassemblent au sein de la Conférence interministérielle mixte en Environnement et Santé et de la Cellule nationale en Environnement et Santé. Cette collaboration entre entités est fixée dans le cadre de l'accord de coopération du 10 décembre 2003.
L'Institut scientifique de santé publique (ISP) qui offre un soutien scientifique à la politique de santé publique grâce à la recherche scientifique, à des avis d'experts et à des prestations de service comporte une cellule santé-environnement.
Dans la mesure où la santé environnement fait partie de la santé préventive, les 3 Communautés belges sont compétentes. Pour la Communauté française de Belgique, il s'agit de la Direction générale de la santé. La Région wallonne n'est en théorie pas compétente pour la santé-environnement, mais bien pour l'environnement, cependant les matières sont connexes. Dans ce cadre il s'agit de la Direction générale de l'environnement.
Il existe d'autres institutions communautaires ou régionales qui s'occupent de santé-environnement tels que la SPAQuE ou l'IBGE (Institut Bruxellois de Gestion de l'Environnement).
Enfin, dans le domaine de la Santé publique, des enseignements universitaires spécifiques en santé-environnement sont proposés (Ecole de santé publique de l'Université libre de Bruxelles).

### EnSuisse
Un Plan d'action environnement et santé (PAES), mis en place à la suite du Sommet de la Terre de Rio, a duré dix ans et se termine fin 2007 sans qu'une suite semble prévue. Ce plan coordonné par la section « Santé et environnement » de l'Office fédéral de la santé publique avait trois priorités :
- « Nature et bien-être »
- « Mobilité et bien-être »
- « Habitat et bien-être »

En septembre 2004, la Suisse romande a relayé ce travail avec un « Plan d'action environnement et santé » (PAES) local pour encourager des projets romands[réf. souhaitée].

### Revues scientifiques dédiées
- Environnement, Risques & Santé : revue scientifique francophone dédiée au thème la santé environnementale. Éditée par John Libbey Eurotext, avec 6 n°s/an + 1 hors-série ; elle a une charte éthique et suit les recommandations de l'ICMJE (International Committee of Medical Journal Editors) ;  (ISSN 1635-0421) ; ISSN en ligne:1952-3398

#### En français
- Isabelle Momas, Jean-François Caillard, Benoît Lesaffre (2004). Rapport de la Commission d'orientation du Plan national santé-environnement. La Documentation Française, février 2004.
- AFSSET-IFEN (2008), « Systèmes d'information en santé environnement »[34], enquête AFSSET[35] / IFEN sur le croisement de données dans le champ santé-environnement, juin 2008. Synthèse des résultats (action 35 du plan national français santé environnement)
- Alternatives économiques (2012), L'environnement nuit gravement à la santé, no 311, mars 2012, p. 35-37, DOC00288294
- André Aschieri (1999), avec la collaboration de Roger Lenglet, La France toxique - Santé Environnement : les risques cachés, La Découverte  (ISBN 2-7071-3067-2)
- André Aschieri et Roger Lenglet (2005), Silence, on intoxique, La Découverte
- André Cicolella et Dorothée Benoit Browaeys (2005), Alertes santé, Fayard
- D. Lafon et A. Marquis-Micollier (2012), Principaux organismes publics intervenant dans le champ environnement et santé en France (mise à jour 2012). Archives des maladies professionnelles et de l'environnement, 73(1), 62-74
- D. Hémon, (1995), « Recherche épidémiologique sur l'environnement et la santé : quelques aspects méthodologiques ». Revue d'épidémiologie et de santé publique, 43(5), 395-411
- Joël Spiroux (2007), Pathologies environnementales : alerte santé ; J. Lyon - 17 avril 2007
- Nicolas Senn, Maria Del Rio, Julia Gonzalez Holguera et Marie Gaille, Santé et environnement : vers une nouvelle approche globale, RMS Éditions, 2022, 505 p. (ISBN 9782880495008).
- La Santé en action, no 467 « Préserver la nature pour protéger la santé des populations », octobre 2024 [lire en ligne].

#### En anglais
- (en) D. Prochaska J., B. Nolen A., Kelley H., Sexton K., H. Linder S. & Sullivan J. (2014) « Social Determinants of Health in Environmental Justice Communities: Examining Cumulative Risk in Terms of Environmental Exposures and Social Determinants of Health ». Human and Ecological Risk Assessment: An International Journal, 20(4), 980-994, doi: 10.1080/10807039.2013.805957
- (en) D Middleton J. (2003). « Health, Environmental and Social Justic »e, Local Environment, 8(2), 155-165. doi: 10.1080/1354983032000048479
- (en) Jennings V., Yun J., Larson L. (2016). « Finding Common Ground: Environmental Ethics, Social Justice, and a Sustainable Path for Nature-Based Health Promotion ». Healthcare, 4(3), 61.
- (en) Jackson L., Daniel J., McCorkle B., Sears A., Bush K. « Linking ecosystem services and human health: The Eco-Health Relationship Browser ». Int. J. Public Health. 2013;58:747–755. doi: 10.1007/s00038-013-0482-1
- (en) Rachel Carson, Boston, Houghton Mifflin, 1962 (réimpr. Mariner Books, 2002)  (ISBN 0-618-24906-0) Printemps silencieux, 1963, Plon (Paris), trad. Jean-François Gravrand. Printemps silencieux, 2009, éditions Wildproject, collection Domaine sauvage, trad. Jean-François Gravrand et Baptiste Lanaspeze.